# Duque de Berry

Brasão dos Duques de Berry (após 1376)

O título Duque de Berry na nobreza Francesa era frequentemente criado para membros juniores da família real francesa. 

## Duques de Berry
| Nome                                          | Imagem                            | Nascimento                                              | Casamento e descendência                                | Morte                                               |
| --------------------------------------------- | --------------------------------- | ------------------------------------------------------- | ------------------------------------------------------- | --------------------------------------------------- |
| João 1360 – 1416                              | João, Duque de Berry              | 30 de novembro de 1340(filho de João II)                | Joana de Armagnac 17 de outubro de 1360 5 filhos        | 15 de junho de 1416 (75 anos, 6 meses e 16 dias)    |
| João Duque de Touraine 1416 – 1417            | João, Duque de Touraine           | 31 de agosto de 1398(filho de Carlos VI)                | Jaqueline, Condessa de Hainaut 1406 Sem filhos          | 5 de abril de 1417 (18 anos, 7 meses e 5 dias)      |
| Carlos 1417 – 1461                            | Carlos, Duque de Berry            | 22 de fevereiro de 1403(filho de Carlos VI)             | Maria de Anjou 2 de junho de 1422 6 filhos              | 22 de julho de 1461 (58 anos e 5 meses)             |
| Carlos II Duque da Normandia 1461 – 1465      | Carlos II, Duque de Berry         | 26 de dezembro de 1446(filho de Carlos VII)             | — Não se casou.                                         | 24 de maio de 1472 (25 anos, 4 meses e 28 dias)     |
| Joana 1498 – 1505                             | Joana de Valois, Duquesa de Berry | 23 de abril de 1464(filha de Luís XI)                   | Luís, Duque de Orléans 8 de setembro de 1476 Sem filhos | 4 de fevereiro de 1505 (40 anos, 9 meses e 12 dias) |
| Margarida 1517 – 1549                         | Margarida de Angolema             | 11 de abril de 1492(filha de Carlos I de Valois)        | Henrique de Albret 24 de janeiro de 1527 2 filhos       | 21 de dezembro de 1549 (57 anos, 8 meses e 10 dias) |
| Margarida II 1559 – 1574                      | Margarida de Valois               | 5 de junho de 1523(filha de Francisco I)                | Emanuel, Duque de Saboia 3 de abril de 1559 1 filho     | 15 de setembro de 1574 (51 anos, 3 meses e 10 dias) |
| Francisco Duque de Anjou 1576 – 1584          | Francisco, Duque de Anjou         | 18 de março de 1555(filho de Henrique II)               | — Não se casou.                                         | 10 de junho de 1584 (29 anos, 2 meses e 23 dias)    |
| Carlos de Bourbon 1686 – 1714                 | Carlos, Duque de Berry            | 31 de julho de 1686(filho de Luís, Delfim de França)    | Maria Luísa de Orleães 6 de julho de 1710 2 filhos      | 5 de maio de 1714 (27 anos, 9 meses e 4 dias)       |
| Luís de Bourbon 1754 – 1765                   | Luís, Duque de Berry              | 23 de agosto de 1754(filho de Luís, Delfim de França)   | Maria Antonieta 16 de maio de 1770 4 filhos             | 21 de janeiro de 1793 (38 anos, 4 meses e 29 dias)  |
| Carlos de Bourbon Conde de Artois 1776 – 1778 | Carlos, Duque de Berry            | 9 de outubro de 1757(filho de Luís, Delfim de França)   | Maria Teresa de Saboia Novembro de 1773 4 filhos        | 6 de novembro de 1836 (79 anos e 28 dias)           |
| Carlos Fernando Conde de Artois 1778 – 1820   | Carlos Fernando, Duque de Berry   | 24 de janeiro de 1778(filho de Carlos, Conde de Artois) | Carolina das Duas Sicílias 24 de abril de 1816 4 filhos | 14 de fevereiro de 1820 (42 anos e 21 dias)         |